# Czoło (Grześ)
Czoło (1514 m) – niewielki wierzchołek w grani opadającej z Grzesia do Bobrowieckiej Przełęczy w Tatrach Zachodnich. Po jego południowo-zachodniej stronie znajduje się siodełko płytkiej Przełączki pod Grzesiem (1508 m). Czoło znajduje się w grani, którą biegnie granica polsko-słowacka i Wielki Europejski Dział Wodny. Południowo-wschodnie stoki Czoła opadają do Doliny Chochołowskiej, północno-zachodnie do Doliny Bobrowieckiej Orawskiej.
Czoło to niewielka czuba skalna porośnięta kosodrzewiną. Dawniej prowadził tędy szlak turystyczny z Grzesia na Bobrowiecką Przełęcz. Stoki pomiędzy Czołem a Grzesiem to tzw. Suchy Upłaz. Odcinek szlaku od Przełęczy pod Grzesiem do Bobrowieckiej Przełęczy został zamknięty w czerwcu 2008 r.